# Heinrich Vogel (Politiker, 1856)
Heinrich Vogel (* 3. Juni 1856 in Siegen; † 20. Dezember 1934 in Bonn) war Bergwerksdirektor und Mitglied des Deutschen Reichstags.

## Leben
Vogel besuchte die Universität Bonn und die Bergakademie Berlin. Er war Bergassessor und Hilfsarbeiter im Ministerium für Handel, Gewerbe und öffentliche Arbeiten, Berginspektor zu Sulzbach, Bergwerksdirektor zu Luisenthal und Zabrze, Vorsitzender der Bergwerksdirektionen zu Zabrze und Saarbrücken, Berghauptmann und Oberbergamtsdirektor zu Breslau und Bonn. 1906 wurde er Vorstand des Schaffhausener Bankvereins, was er bis 1908 blieb. Danach war er Aufsichtsrat mehrerer Bergbau- und Hüttengesellschaften.
Auch war er Mitglied des Kreisausschusses zu Zabrze und des Schlesischen Provinziallandtages sowie der Kirchenvertretung oder des Presbyteriums in verschiedenen Gemeinden. Auch war er Präsident des Naturhistorischen Vereins für Rheinland und Westfalen und Oberleutnant der Landwehr-Feldartillerie. Ausgezeichnet wurde er mit dem Kronenorden 2. Klasse, dem Roten Adlerorden 3. Klasse mit Schleife, der Landwehrdienstauszeichnung 1. Klasse und als Kommandeur des Niederländischen Ordens von Oranien-Nassau.
Von 1909 bis 1912 war er Mitglied des Deutschen Reichstags für den Wahlkreis Arnsberg 1 (Wittgenstein, Siegen, Biedenkopf) und die Nationalliberale Partei.